# Мадагаскарска земна боа
Мадагаскарска земна боа (Acrantophis madagascariensis), наричана също северна мадагаскарска боа, е вид змия от семейство Боидни (Boidae). Видът не е застрашен от изчезване.

## Разпространение и местообитание
Разпространен е в Мадагаскар.
Обитава градски и гористи местности.

## Описание
Продължителността им на живот е около 28,4 години. Популацията на вида е стабилна.